# Gianius aquaedulcis
Gianius aquaedulcis is een ringworm uit de familie van de Naididae. De wetenschappelijke naam van de soort is voor het eerst geldig gepubliceerd in 1960 door Hrabe.